# 植物組織蛋白

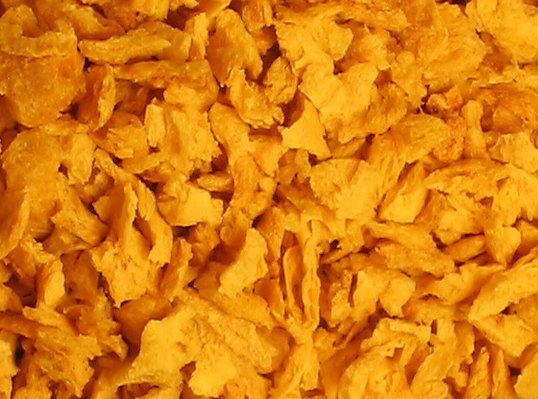
片状TVP

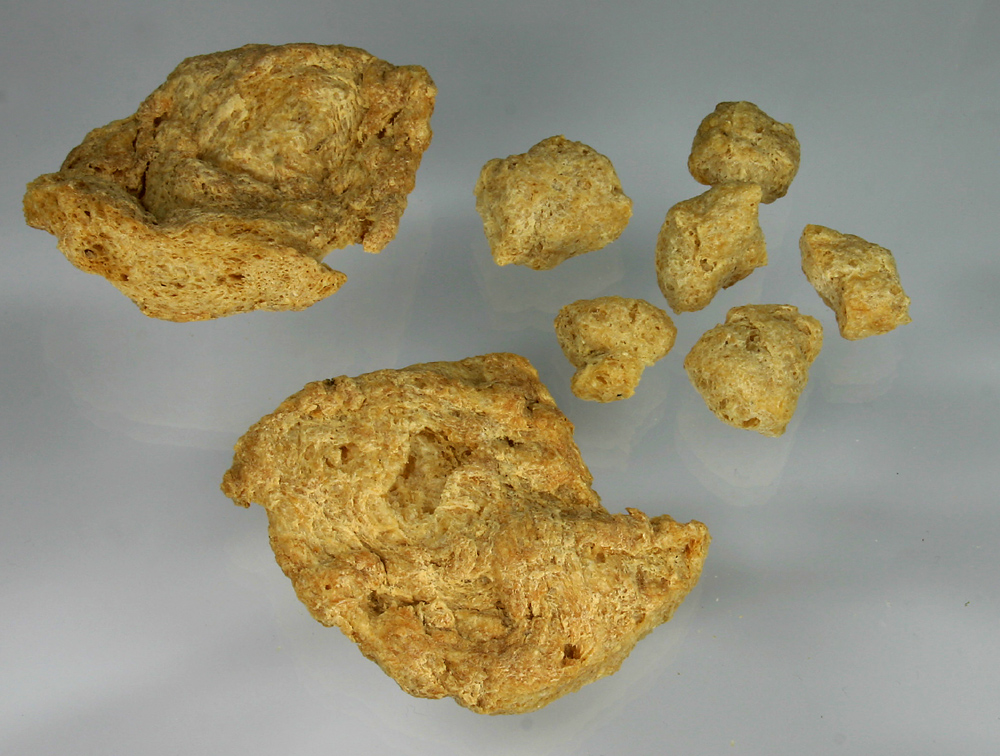
块状TVP

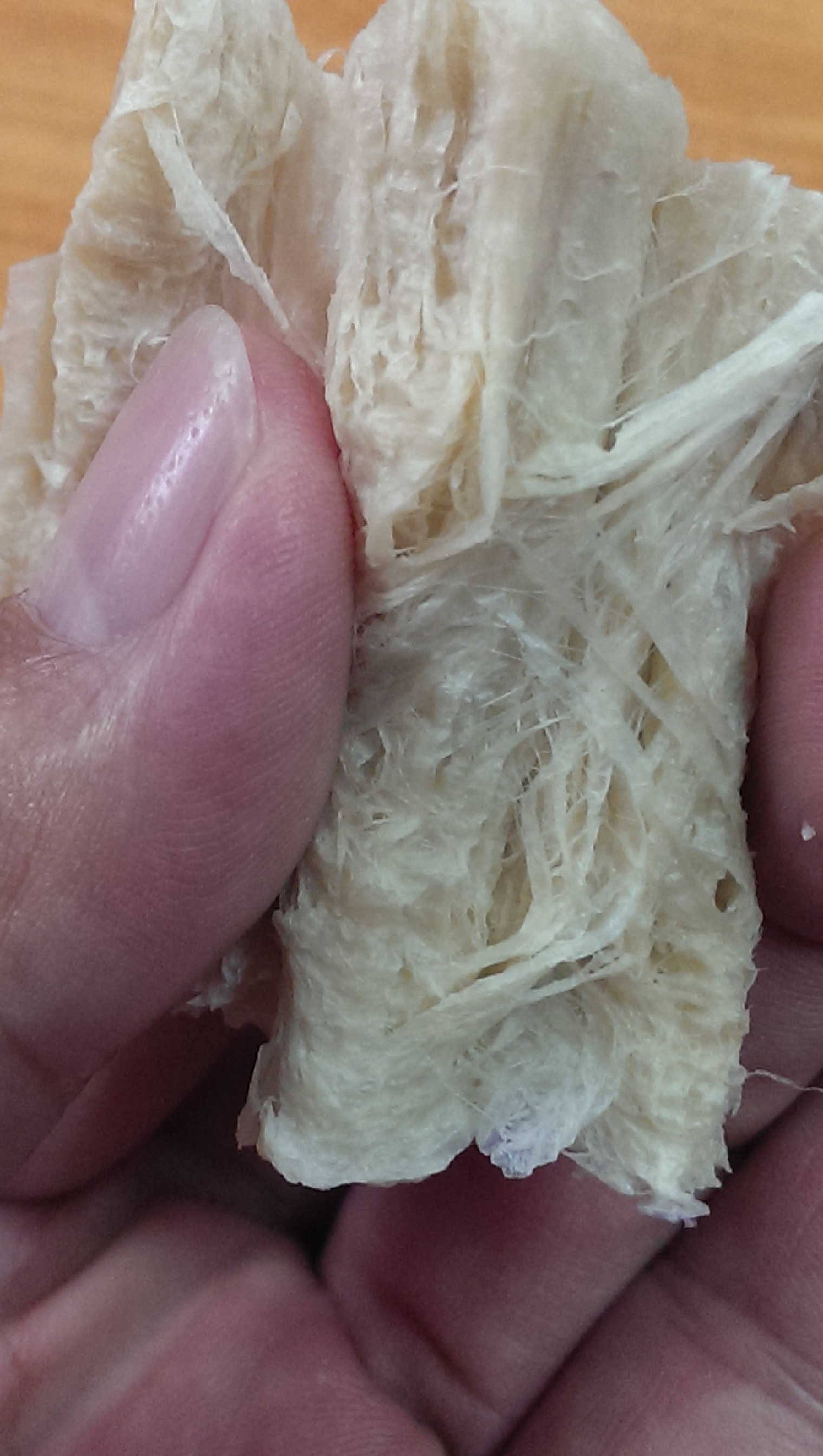
TVP复水后的内部纤维结构

植物組織蛋白（英語：textured vegetable protein, TVP），也称植物拉丝蛋白，俗称蛋白素肉，是由植物种子制油剩下的脱脂油渣经过磨粉、混水、热挤型得到的产品，主要用于做素肉，也可混合在肉类制品中做延伸剂。大豆TVP干品约含52%蛋白质、34%碳水化合物（其中半数为膳食纤维），1%脂肪，且富含B族维生素和矿物质元素。TVP复水、煮熟较快，约可吸收本身重量两倍的液体，可吸收汤汁中的风味。其吸水后蛋白质含量（17%）也与肉类相仿。TVP可做成多种形状。
由于大豆油生产量大，大部分TVP都是由豆粕制成。在花生油产量大的中国，花生TVP也有较多生产。实际上各种荚果（豌豆、扁豆、蚕豆） 和棉籽、小麦、燕麦渣都可制作TVP。
大豆TVP为印度主菜之一，近期随着素食主义风潮在西方和台湾也逐渐流行。TVP价格低廉，在学校、监狱餐饮中常与肉混合降低成本，比例较低或调味恰当时难以发现区别。TVP营养高、保质期长，因此也常用于灾害管理准备。